# National Basketball Association 1966/1967
National Basketball Association 1966/1967 var den 21:a säsongen av den amerikanska proffsligan i basket. Säsongen inleddes den 15 oktober 1966 och avslutades den 19 mars 1967 efter 405 seriematcher, vilket gjorde att samtliga tio lagen spelade 81 matcher var.
Måndagen den 24 april 1967 vann Philadelphia 76ers sin andra NBA-titel efter att ha besegrat San Francisco Warriors med 4-2 i matcher i en finalserie i bäst av 7 matcher. Philadelphias första NBA-titel togs som Syracuse Nationals NBA-säsongen 1954/1955.
All Star-matchen spelades den 10 januari 1967 i Cow Palace i San Francisco, Kalifornien. Western Division vann matchen över Eastern Division med 135-120.
Chicago Bulls spelade sin första säsong i ligan.
Philadelphia slog rekord i antal vinster under grundserien med sina 68 segrar.

## Grundserien
Not: V = Vinster, F = Förluster, PCT = Vinstprocent
- Lag i GRÖN färg till en slutspelserie.
- Lag i RÖD färg har spelat klart för säsongen.

| Pos | Lag                | V  | F  | PCT  |
| --- | ------------------ | -- | -- | ---- |
| 1   | Philadelphia 76ers | 68 | 13 | .840 |
| 2   | Boston Celtics     | 60 | 21 | .741 |
| 3   | Cincinnati Royals  | 39 | 42 | .481 |
| 4   | New York Knicks    | 36 | 45 | .444 |
| 5   | Baltimore Bullets  | 20 | 61 | .247 |

| Pos | Lag                    | V  | F  | PCT  |
| --- | ---------------------- | -- | -- | ---- |
| 1   | San Francisco Warriors | 44 | 37 | .543 |
| 2   | St. Louis Hawks        | 39 | 42 | .481 |
| 3   | Los Angeles Lakers     | 36 | 45 | .444 |
| 4   | Chicago Bulls          | 33 | 48 | .407 |
| 5   | Detroit Pistons        | 30 | 51 | .370 |

## Slutspelet
De fyra bästa lagen i den östra och västra division gick till slutspelet. Där möttes ettorna och treorna respektive tvåorna och fyrorna i kvartsfinalserier (divisionssemifinal) i bäst av 5 matcher. De vinnande lagen i kvartsfinalerna möttes i semifinalserier (divisionsfinal). Semifinalerna och NBA-finalen avgjordes i serier i bäst av 7 matcher.
|  | Divisionssemifinaler | Divisionssemifinaler | Divisionssemifinaler |              |   | Divisionsfinaler | Divisionsfinaler | Divisionsfinaler |  |  | NBA-final | NBA-final     | NBA-final |
|  |                      |                      |                      |              |   |                  |                  |                  |  |  |           |               |           |
|  | 1                    | San Francisco        | 3                    |              |   |                  |                  |                  |  |  |           |               |           |
|  | 3                    | L.A. Lakers          | 0                    |              |   |                  |                  |                  |  |  |           |               |           |
|  | 3                    | L.A. Lakers          | 0                    |              | 1 | San Francisco    | 4                |                  |  |  |           |               |           |
|  | Western Division     |                      |                      |              | 1 | San Francisco    | 4                |                  |  |  |           |               |           |
|  |                      |                      | 2                    | St. Louis    | 2 |                  |                  |                  |  |  |           |               |           |
|  | 4                    | Chicago              | 2                    | St. Louis    | 2 | 0                |                  |                  |  |  |           |               |           |
|  | 4                    | Chicago              |                      |              |   | 0                |                  |                  |  |  |           |               |           |
|  | 2                    | St. Louis            | 3                    |              |   |                  |                  |                  |  |  |           |               |           |
|  |                      |                      |                      |              |   |                  |                  |                  |  |  | W1        | San Francisco | 2         |
|  |                      |                      | E1                   | Philadelphia | 4 |                  |                  |                  |  |  |           |               |           |
|  | 1                    | Philadelphia         | 3                    |              |   |                  |                  |                  |  |  |           |               |           |
|  | 3                    | Cincinnati           | 1                    |              |   |                  |                  |                  |  |  |           |               |           |
|  | 3                    | Cincinnati           | 1                    |              | 1 | Philadelphia     | 4                |                  |  |  |           |               |           |
|  | Eastern Division     |                      |                      |              | 1 | Philadelphia     | 4                |                  |  |  |           |               |           |
|  |                      |                      | 2                    | Boston       | 1 |                  |                  |                  |  |  |           |               |           |
|  | 4                    | New York             | 2                    | Boston       | 1 | 1                |                  |                  |  |  |           |               |           |
|  | 4                    | New York             |                      |              |   | 1                |                  |                  |  |  |           |               |           |
|  | 2                    | Boston               | 3                    |              |   |                  |                  |                  |  |  |           |               |           |

### NBA-final
Philadelphia 76ers mot San Francisco Warriors
| Match   | Datum    | Hemmalag      | Bortalag      | Resultat  | Not        |
| ------- | -------- | ------------- | ------------- | --------- | ---------- |
| Match 1 | 14 april | Philadelphia  | San Francisco | 141 - 135 | Eft. förl. |
| Match 2 | 16 april | Philadelphia  | San Francisco | 126 - 95  |            |
| Match 3 | 18 april | San Francisco | Philadelphia  | 130 - 124 |            |
| Match 4 | 20 april | San Francisco | Philadelphia  | 108 - 122 |            |
| Match 5 | 23 april | Philadelphia  | San Francisco | 109 - 117 |            |
| Match 6 | 24 april | San Francisco | Philadelphia  | 122 - 125 |            |

Philadelphia 76ers vann finalserien med 4-2 i matcher